# Río Concho
El río Concho (no confundir con el río Conchos), es un río de los Estados Unidos, que transcurre por el estado de Texas. Concho proviene de la palabra española concha, nombre que recibió por su abundancia de mejillones de agua dulce, además de mejillones nacarados de Tampico (Cyrtonaias tampicoensis).

## Geografía
El río Concho tiene tres fuentes primarias: los ríos Concho del Norte, Concho del Sur, y Concho Central. El río Concho del Norte es el afluente más largo, naciendo en el condado de Howard y descendiendo al sureste a lo largo de 142 kilómetros hasta que confluye con los afluentes del Sur y del Centro, cerca de la base aérea de Goodfellow, en San Angelo, Texas. Tras la confluencia de las ramas, el río fluye cerca de 93 km hasta que finalmente desemboca en el río Colorado, aproximadamente 19 km al este de Paint Rock en Texas.

## Historia
Hernando de Ugarte y la Concha, Gobernador de Nuevo México, ordenó una expedición desde Santa Fe en 1650 dirigida por Capitán Diego del Castillo, para explorar el actual norte central de Texas. La expedición alcanzó el territorio de los indios Tejas, e informó encontrar perlas en el río Concho, al que bautizaron río de las Perlas. En 1654 se realizó la expedición de Diego de Guadalajara para confirmar y evaluar los hallazgos de Diego del Castillo.
Los españoles exploraron el río para encontrar las perlas moradas y rosadas producidas por esta especie.
Los mejillones fueron sistemáticamente cosechados por un tiempo escaso puesto que pronto se demostró que la cosecha de perlas era demasiado pequeña para que esta pudiera ser económicamente viable.
Actualmente todavía se encuentra una pesquería de mejillones en él.